# Жетекши
Жетекши (каз. Жетекші) — упразднённое село в Павлодарском районе Павлодарской области Казахстана. Село являлось административным центром Жетекшинского сельского округа.

## История
Село получило название по по бывшему колхозу «Жетекши» (в переводе с казахского языка — «ведущий, передовой»), возникшему в 1920-х годах.
В 1976 году был образован сельсовет. В 1994 году был образован сельский округ, в который входило само село Жетекши и железнодорожная станция Шакат, возникшая на месте разъезда № 124, основанного в 1920 году.
В 2013 году территория села Жетекши Павлодарского района общей площадью 2111 гектаров была включена в состав города Павлодар.

## Население
В 1985 году в селе проживало 1161 человек. В 1999 году население села составляло 1503 человека (722 мужчины и 781 женщина). По данным переписи 2009 года в селе проживало 1732 человека (843 мужчины и 889 женщин).